# 安塔省

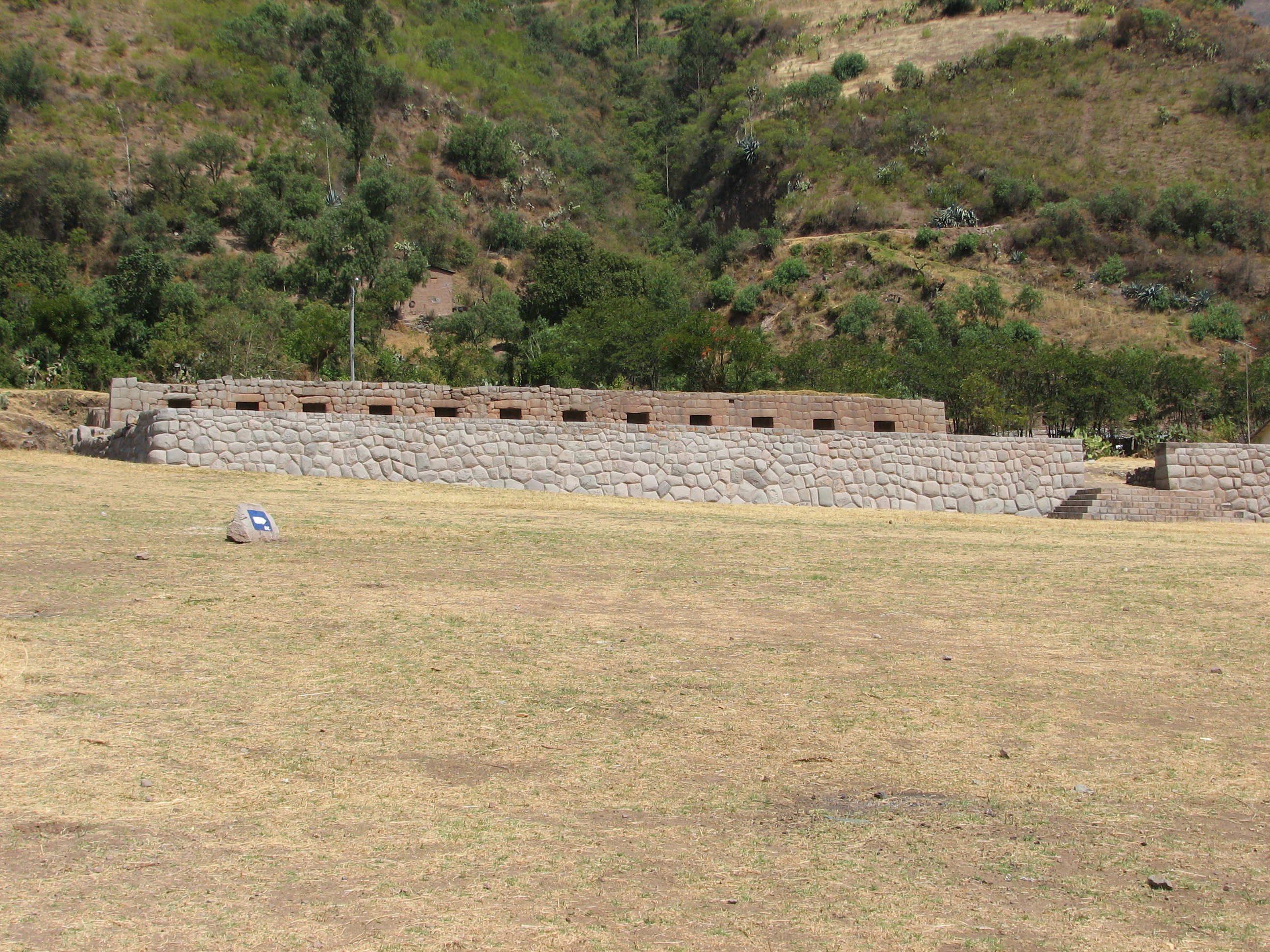

安塔省（西班牙語：Provincia de Anta），是秘魯的省份，位於該國南部庫斯科大區，首府是安塔，始建於1839年11月18日，面積1,876平方公里，2005年人口57,905，人口密度每平方公里31人。
13°28′49″S 72°06′40″W / 13.480167°S 72.111245°W